# Championnat du Luxembourg de football 1971-1972
Navigation
Saison précédente Saison suivante
La saison 1971-1972 du Championnat du Luxembourg de football était la 58e édition du championnat de première division au Luxembourg. Les douze meilleurs clubs du pays se retrouvent au sein d'une poule unique, la Division Nationale, où ils s'affrontent deux fois, à domicile et à l'extérieur. À l'issue du championnat, les deux derniers du classement sont relégués et remplacés par les deux meilleurs clubs de Division d'Honneur, la deuxième division luxembourgeoise.
L'Aris Bonnevoie remporte le titre national cette saison en terminant en tête du classement final, avec un seul point d'avance sur l'US Rumelange et 5 sur le duo Red Boys Differdange-Jeunesse d'Esch. C'est le 3e titre de champion du club, qui manque l'occasion de faire le doublé en s'inclinant en finale de la Coupe de Luxembourg face aux Red Boys Differdange (4-3). Le tenant du titre, l'Union Luxembourg, ne termine qu'à la 10e place du classement.

## Les 12 clubs participants
| - SC Tétange - National Schifflange - Promu de Division d'Honneur - Etzella Ettelbruck - Promu de Division d'Honneur - US Rumelange - CA Spora Luxembourg - Aris Bonnevoie | - AS La Jeunesse d'Esch - Union Luxembourg - Alliance Dudelange - Avenir Beggen - Red Boys Differdange - Progrès Niedercorn |

## Compétition

### Classement
Le barème utilisé pour établir le classement est le suivant :
- Victoire : 2 points
- Match nul : 1 point
- Défaite : 0 point

| Rang | Équipe                   | Pts | J  | G  | N | P  | Bp | Bc | Diff |
| ---- | ------------------------ | --- | -- | -- | - | -- | -- | -- | ---- |
| 1    | Aris Bonnevoie           | 31  | 22 | 14 | 3 | 5  | 59 | 20 | +39  |
| 2    | US Rumelange             | 30  | 22 | 13 | 4 | 5  | 44 | 34 | +10  |
| 3    | Red Boys Differdange (C) | 26  | 22 | 10 | 6 | 6  | 51 | 39 | +12  |
| 4    | Jeunesse d'Esch          | 26  | 22 | 12 | 2 | 8  | 44 | 34 | +10  |
| 5    | Avenir Beggen            | 25  | 22 | 11 | 3 | 8  | 40 | 33 | +7   |
| 6    | Etzella Ettelbruck (P)   | 20  | 22 | 6  | 8 | 8  | 40 | 38 | +2   |
| 7    | CA Spora Luxembourg      | 20  | 22 | 8  | 4 | 10 | 35 | 37 | -2   |
| 8    | National Schifflange (P) | 19  | 22 | 6  | 7 | 9  | 30 | 36 | -6   |
| 9    | SC Tétange               | 19  | 22 | 6  | 7 | 9  | 25 | 36 | -11  |
| 10   | Union Luxembourg (T)     | 18  | 22 | 8  | 2 | 12 | 29 | 35 | -6   |
| 11   | Progrès Niedercorn       | 15  | 22 | 4  | 7 | 11 | 29 | 50 | -21  |
| 12   | Alliance Dudelange       | 15  | 22 | 5  | 5 | 12 | 25 | 59 | -34  |

|  | Qualification pour la Coupe d'Europe des clubs champions 1972-1973                           |
|  | Qualification pour la Coupe des Coupes 1972-1973                                             |
|  | Qualification pour la Coupe UEFA 1972-1973                                                   |
|  | Relégation en Division d'Honneur                                                             |
|  | (T) Tenant du titre (C) Vainqueur de la Coupe du Luxembourg (P) : Promu de deuxième division |

## Bilan de la saison
| Championnat du Luxembourg de football 1971-1972 |                           |
| Champion                                        | Aris Bonnevoie (3e titre) |
| Coupes et trophées                              |                           |
| Vainqueur de la Coupe du Luxembourg 1971-1972   | Red Boys Differdange      |
| Qualifications continentales                    |                           |
| Coupe d'Europe des clubs champions 1972-1973    | Aris Bonnevoie            |
| Coupe des Coupes 1972-1973                      | Red Boys Differdange      |
| Coupe UEFA 1972-1973                            | US Rumelange              |
| Promotions et relégations                       |                           |
| Promus en Division Nationale                    | Fola Esch                 |
| Promus en Division Nationale                    | Sporting Bettembourg      |
| Relégués en Division d'Honneur                  | Alliance Dudelange        |
| Relégués en Division d'Honneur                  | Progrès Niedercorn        |